# Woltershausen
Woltershausen è una frazione del comune tedesco di Lamspringe, in Bassa Sassonia.
Il 1º marzo 1974 al territorio comunale di Woltershausen furono uniti quelli dei soppressi comuni di Graste e Netze; contestualmente, il comune mutò la denominazione da Woltershausen-Hornsen a Woltershausen.
Woltershausen costituì un comune autonomo fino al 1º novembre 2016.